# Orixa japonská
Orixa japonská (Orixa japonica) je jediný druh rodu orixa z čeledi routovité (Rutaceae) vyšších dvouděložných rostlin. Je to opadavý keř až malý strom s jednoduchými, střídavými, silně aromatickými listy. Květy jsou zelenavé, nenápadné. Rostlina se vyskytuje ve východní Asii a v České republice je občas pěstována jako sbírkový keř.

## Popis
Orixa japonská je opadavý dvoudomý keř až nevelký strom dorůstající výšky okolo 3 metrů. Letorosty jsou zprvu zelené a chlupaté, později šedé. Zimní pupeny jsou kryté střechovitě uspořádanými šupinami. Listy jsou jednoduché, střídavé. Čepel listů je široce obkopinatá, obvejčitá až oválná, 4 až 15 cm dlouhá a 2 až 6 cm široká, na vrcholu tupá až zašpičatělá. Listy jsou na líci leskle tmavě zelené, na rubu světlejší. Listy při rozemnutí výrazně voní a proti světlu jsou průsvitně tečkované siličnými žlázkami. Květenství jsou úžlabní, na bázi listů nebo mezi listy, samičí květenství jsou často redukována na jediný květ. Květy jsou čtyřčetné, zelenavé a nenápadné. Kališní lístky jsou na bázi srostlé, jen asi 1 až 1,5 mm dlouhé. Korunní lístky jsou zelenavé, 3 až 4 mm dlouhé. V samčích květech jsou 4 volné tyčinky. V samičích květech je semeník tvořený 4 částečně srostlými plodolisty. V květech jsou často zakrnělé zbytky druhého pohlaví. Plodem je hnědavá souplodí složená obvykle ze 4 na bázi srostlých jednosemenných měchýřků, z nichž jsou semena za zralosti vymršťována. Měchýřky jsou 8 až 10 mm dlouhé.

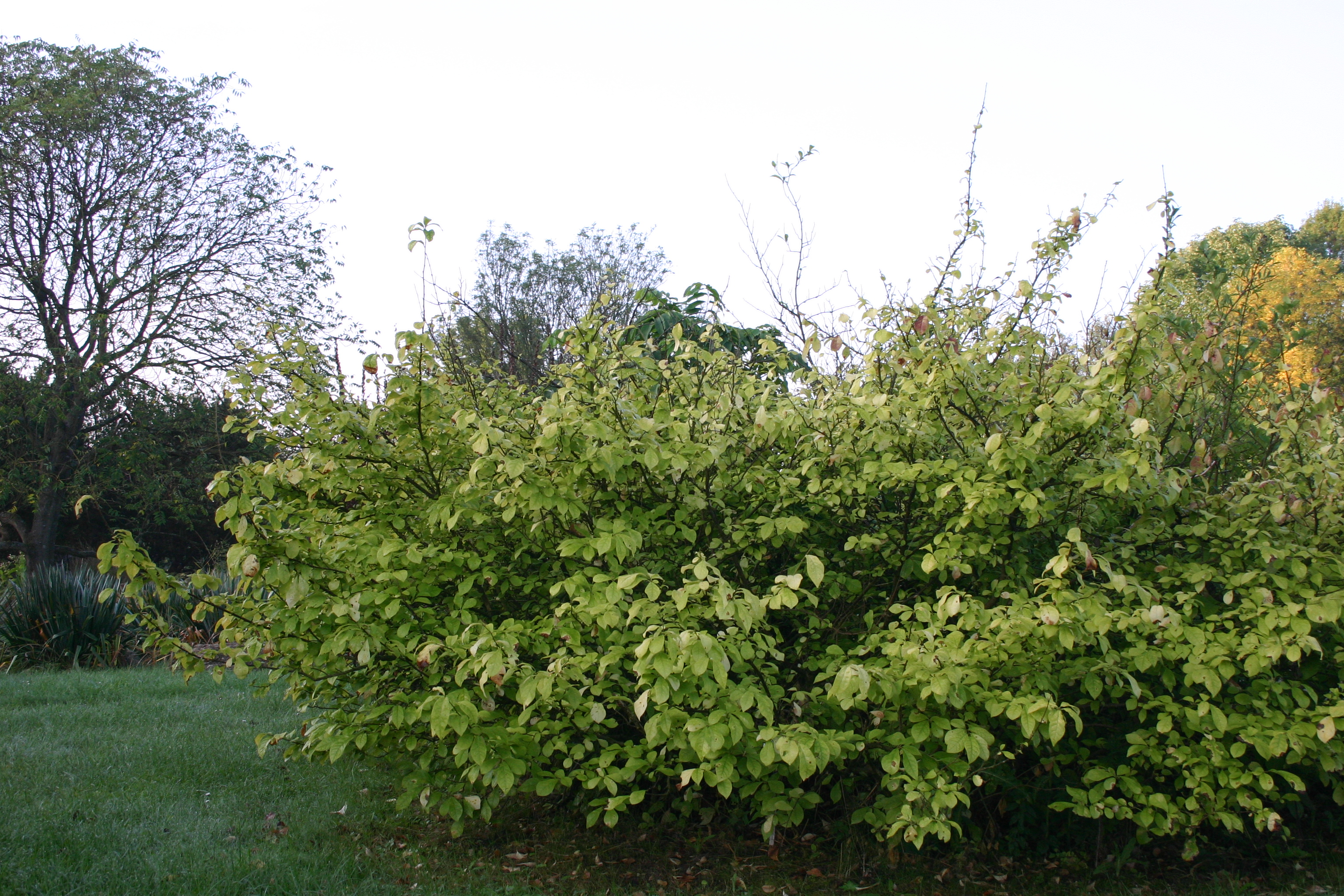
Orixa japonská – celkový pohled
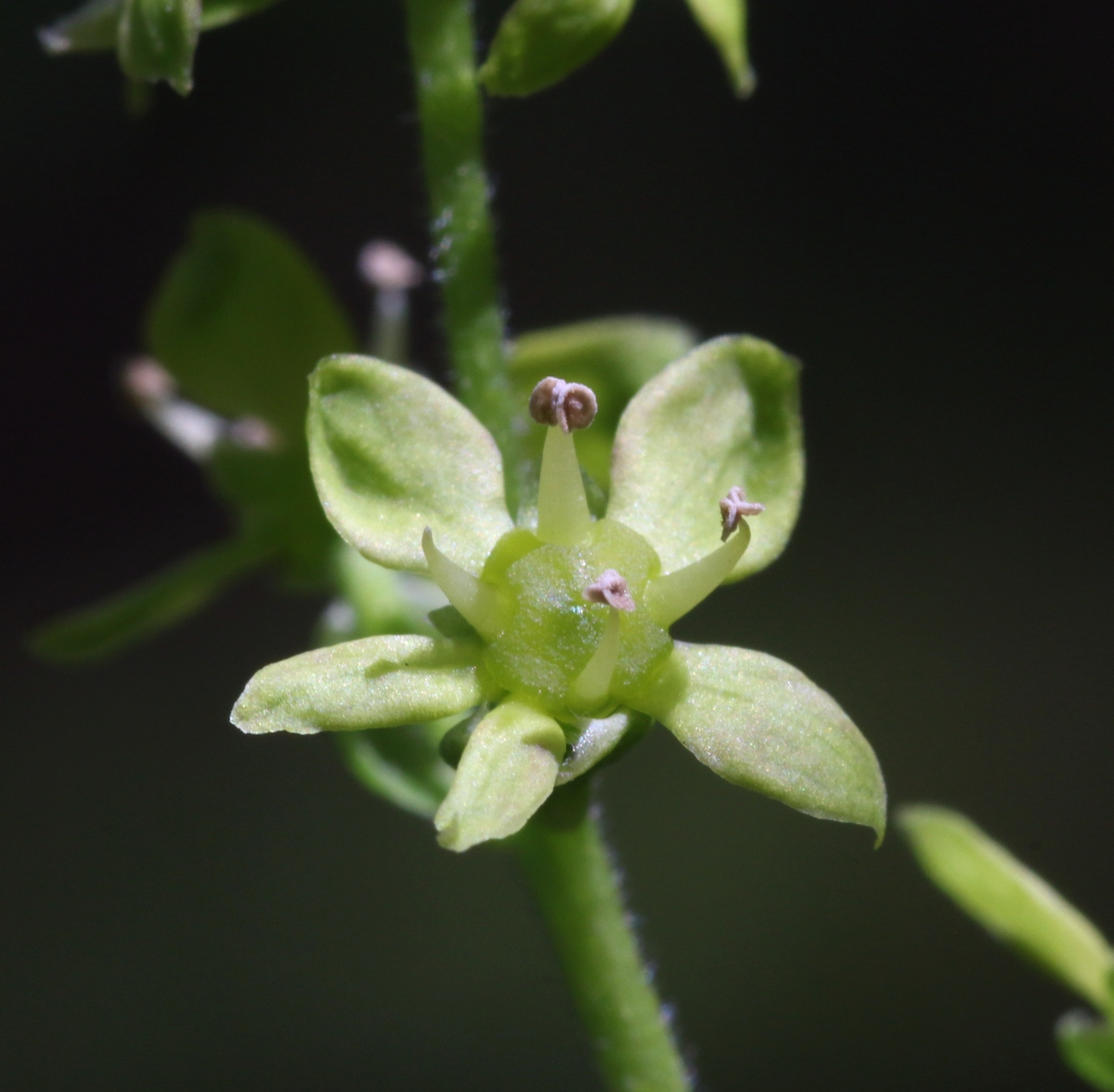
Detail samčího květu
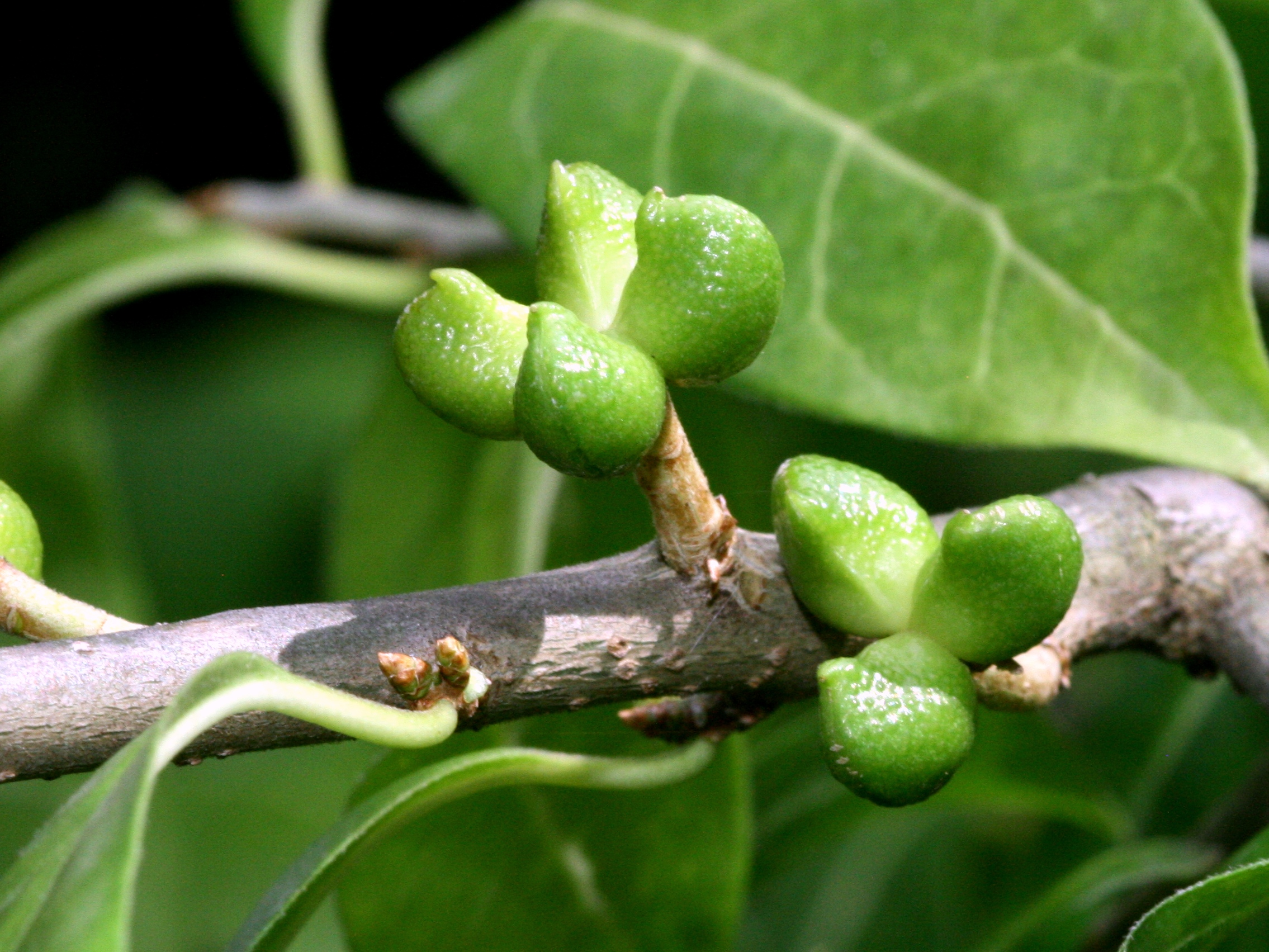
Dozrávající souplodí
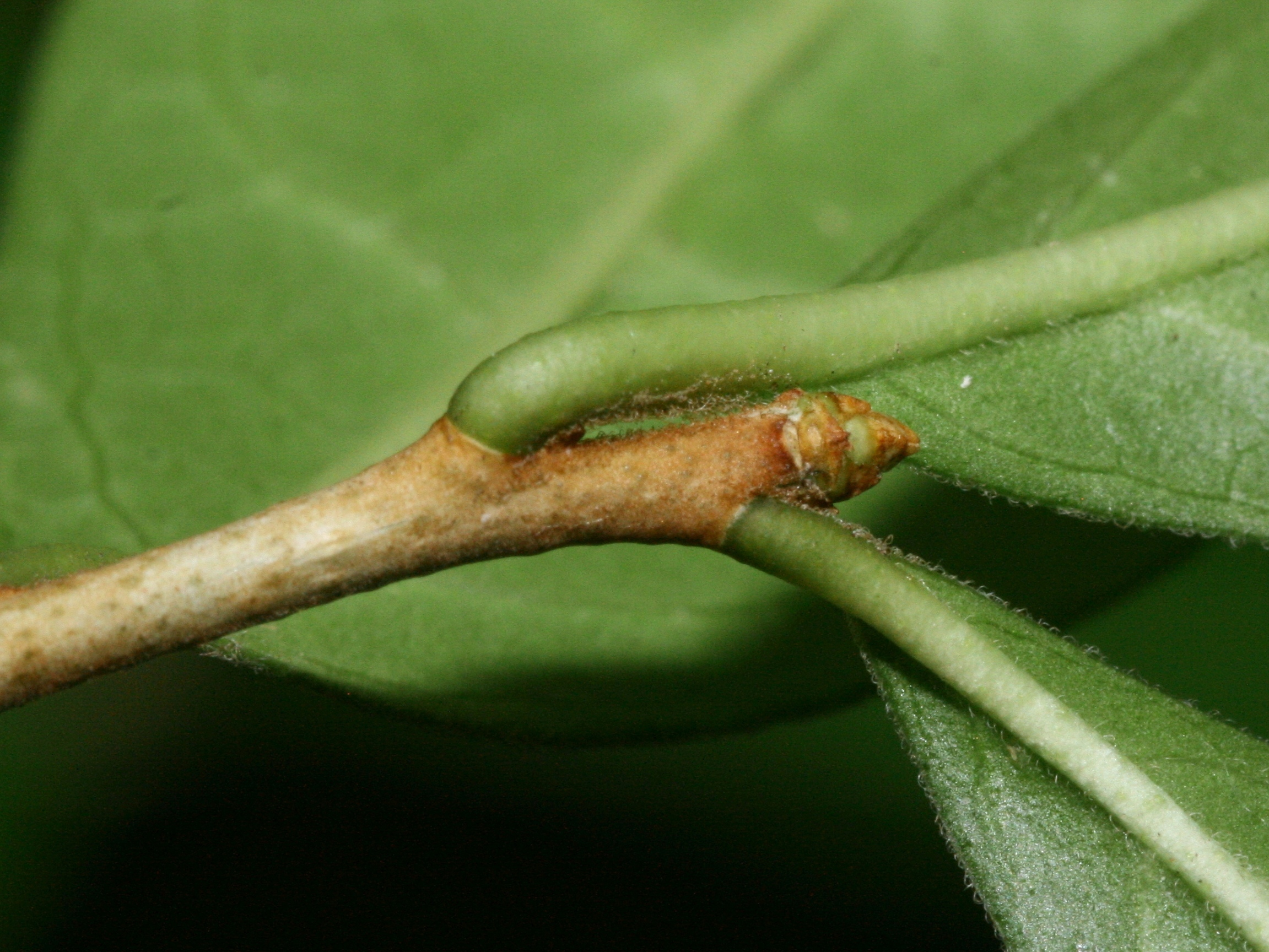
Detail větévky

## Rozšíření
Orixa japonská je rozšířena v Číně, Japonsku a Koreji, kde roste na výslunných svazích v horských až subalpínských lesích v nadmořské výšce 500 až 1300 metrů.

## Taxonomie
V minulosti byly popsány některé další druhy rodu orixa (Orixa racemosa, O. subcoriacea), dnes jsou však tyto názvy chápány jako synonyma Orixa japonica.

## Zajímavosti
Listy orixy při rozemnutí intenzivně voní podobně jako u jiných zástupců čeledi routovité.

## Význam
Orixa je v Česku občas pěstována jako okrasný keř s pohledným olistěním. Je vysazena např. na zámeckém nádvoří i jinde v Průhonickém parku, v japonské zahradě Pražské botanické zahrady v Tróji a v Botanické zahradě a arboretu MU v Brně.